# Ernst Engel
Ernst Engel (Dresda, 26 marzo 1821 – Radebeul, 8 dicembre 1896, Germania) è stato un economista e statistico tedesco.
È principalmente noto per la legge di Engel, pubblicata nel 1857 nel libro Die Lebenskosten belgischer Arbeiter-Familien früher und jetzt (Il costo della vita delle famiglie belghe di lavoratori, un tempo e oggi). Tale legge indica che la proporzione del reddito di una famiglia che viene destinata all'alimentazione diminuisce quando il reddito aumenta; in altri termini, l'elasticità della domanda rispetto al reddito è inferiore all'unità.
L'opera di Engel ha indagato il costo delle famiglie dei lavoratori del Belgio, basandosi sui consumi di 200 questionari raccolti nel 1855 da Édouard Ducpétiaux.

## Opere
E. Engel, Die Productions- und Consumtionsverhältnisse des Königreichs Sachsen, Statistischen Büreaus des Königlich Sächsischen Ministeriums des Innern, 1857.